# 喜事年年
《喜事年年》（英語：Prosperity）是由新加坡新传媒8频道及MATRIX VISION在2011年播映的一部华文贺岁剧，后来由马来西亚Astro双星频道购买版权并且播映。

## 播出時間
- 新传媒8频道（新加坡）：2011年1月10日起，每週一至五21：00~22：00首播
- xinmsn Catch-up TV[永久]: 2011年1月11日起，每天随时观赏。

## 剧情简介
林顺平，一个从小就生长在一个破碎的家庭的男人。由于家庭的关系，十多岁时就加入私会党。 23岁的时候， 由于吸毒， 从高楼坠下，但大难不死，但必须坐轮椅来代步。刚失去新婚老公的妇女唐爱芯抱着嗷嗷待哺的儿子正准备服毒自尽时，看到了林顺平的报道，爱芯被他对生命的重视和他不屈不饶的精神毅力所感动，决定勇敢面对生活，两人后来结为夫妻。
这已经是廿多年前的往事了。爱芯的儿子马永捷，如今已经27岁了，性格憨厚老实，是名园艺园林外展主任。而生性活泼直爽的林思恩(23岁)则是爱芯为林顺平所生下的女儿，目前还在读大学。虽然思恩和永捷同母异父，但两人却情同手足，一家四口乐融融生活在一起。
顺平一早已经洗心革面，他现在除了担任义工做辅导工作，平时也在家里制作风筝帮补家用。爱芯（48岁）则是名钢琴老师，是个知足常乐，安于现状的乐观妇人，她追求的是一份平凡，简单的幸福。他们两夫妻成了社会发展、青年及体育部“寄养计划”的代养保姆。这二十多年来，收养了无数个被遗弃，无家可归的问题孩子。

## 演员表
- 洪慧芳  饰  唐爱芯
- 陈丽贞  饰  唐爱丽
- 曾诗梅  饰  唐爱茗
- 叶世品  饰  林顺平
- 曹国辉  饰  陶金翰
- 绰　琦  饰  Natalie
- 林慧玲  饰  Janice
- 陈邦鋆  饰  马永捷
- 李美玲  饰  林思恩
- 袁　帅  饰  Tim
- 朱厚任 （友情客串，在第1、2、22集出现）

## 小常识
- 这部戏剧因在农历新年期间暂停播出（星期三至五）而播出22集。
- 这部戏剧是MATRIX VISION的最后一部电视剧。